# Carlo Doglioni
Carlo Doglioni (Feltre, 1957) è un geologo italiano, presidente dell'Istituto Nazionale di Geofisica e Vulcanologia (INGV) dall'aprile 2016 al febbraio 2025.

## Biografia
Nato a Feltre in provincia di Belluno, dopo gli studi classici si è laureato in geologia all'Università di Ferrara nel 1981, dove è rimasto come assistente e ricercatore dal 1983 al 1992. Professore associato all'Università di Bari dal 1992 al 1994, è poi divenuto professore ordinario all'Università della Basilicata e poi professore di geodinamica all'Università Sapienza di Roma nel 1997.
Ha partecipato nel 1995 alla crociera oceanografica ODP Leg 161 nel Mediterraneo occidentale ed è stato uno dei componenti del Tectonics Panel dell'Ocean Drilling Program. Dal 1999 ha presieduto il consiglio scientifico del Progetto Strategico Crosta Profonda (Crop) del Consiglio Nazionale delle Ricerche.
Dal 2009 al 2014 è stato presidente della Società Geologica Italiana, dal 2009 è membro dell'Accademia dei Lincei, dal 2011 dell'Accademia dei XL, dal 2016 dell'Accademia delle Scienze di Torino (nazionale del 2019).
Il 27 aprile 2016, col decreto 276, è stato nominato presidente dell'Istituto Nazionale di Geofisica e Vulcanologia (INGV) dal ministro dell'Istruzione, dell'Università e della Ricerca (MIUR) Stefania Giannini; è il primo geologo che viene posto a capo di questo istituto.
Nel marzo 2025 ha terminato il suo mandato. 
Dal primo agosto 2024 è Presidente della Classe di Scienze Fisiche dell'Accademia dei Lincei e Vicepresidente della stessa Accademia.